# Muhammad Rafli
Muhammad Rafli (sinh ngày 24 tháng 11 năm 1998) là một cầu thủ bóng đá người Indonesia thi đấu cho Arema FC ở Liga 1 ở vị trí Tiền đạo. Anh cũng được lựa chọn là cầu thủ ưa thích nhất của Nike năm 2016, sự kiện từng có sự tham gia của Evan Dimas.

## Sự nghiệp quốc tế
Anh có màn ra mắt quốc tế cho U-19 Indonesia ngày 14 tháng 9 năm 2016 trước U-19 Thái Lan. and he scoring one goal trước Laos U-19 ngày 18 tháng 9 năm 2016.

### U-19 Indonesia
| #  | Ngày                | Địa điểm                                                   | Đối thủ   | Tỉ số | Kết quả | Giải đấu                              |
| -- | ------------------- | ---------------------------------------------------------- | --------- | ----- | ------- | ------------------------------------- |
| 1. | 18 tháng 9 năm 2016 | Trung tâm đào tạo bóng đá trẻ Hà Nội T&T, Hà Nội, Việt Nam | Lào       | 1–3   | 1–3     | Giải vô địch bóng đá U-19 châu Á 2016 |
| 2. | 20 tháng 9 năm 2016 | Trung tâm đào tạo bóng đá trẻ Hà Nội T&T, Hà Nội, Việt Nam | Campuchia | 1–1   | 4–3     | Giải vô địch bóng đá U-19 châu Á 2016 |